# Rupo

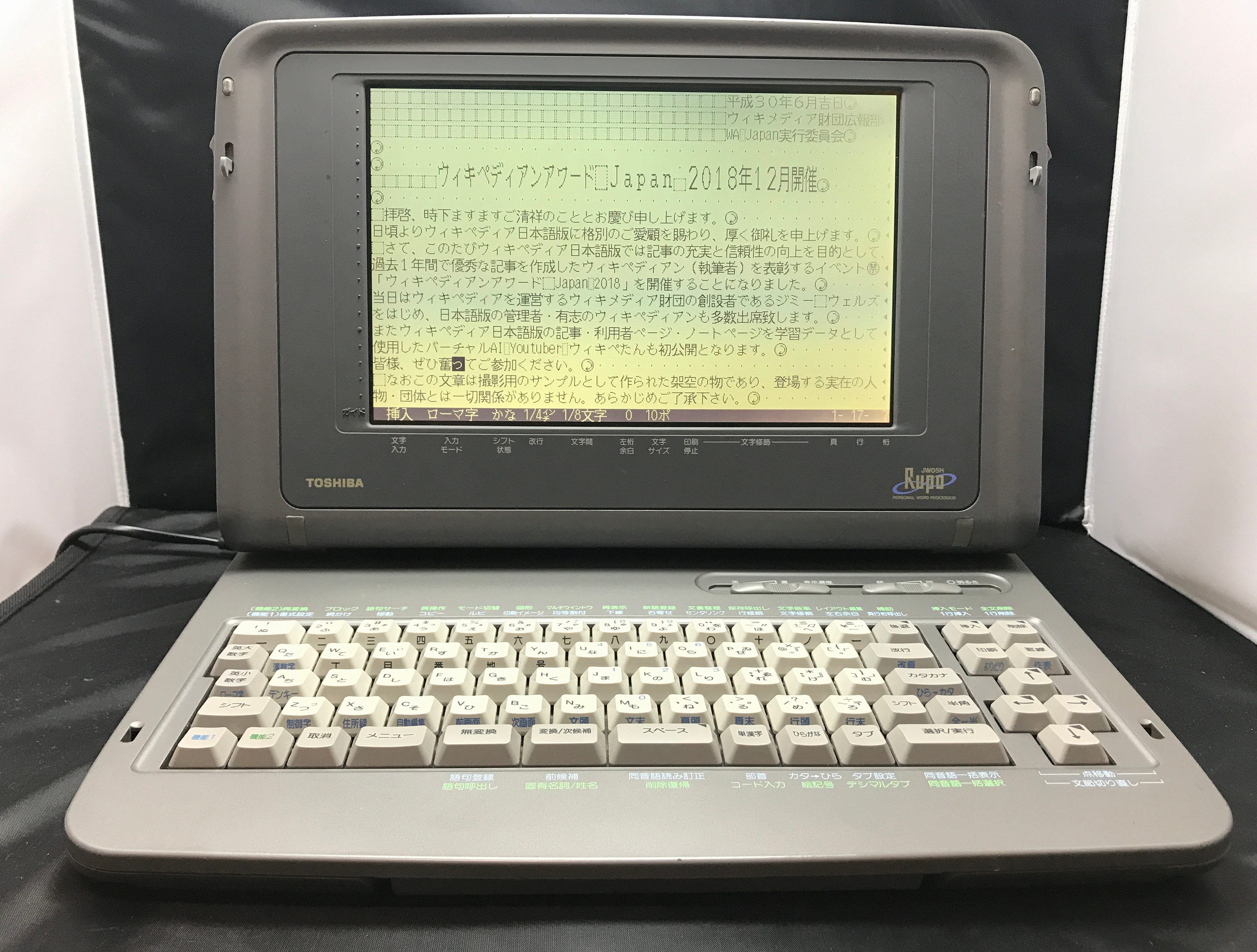
Rupo JW-05Hの前面

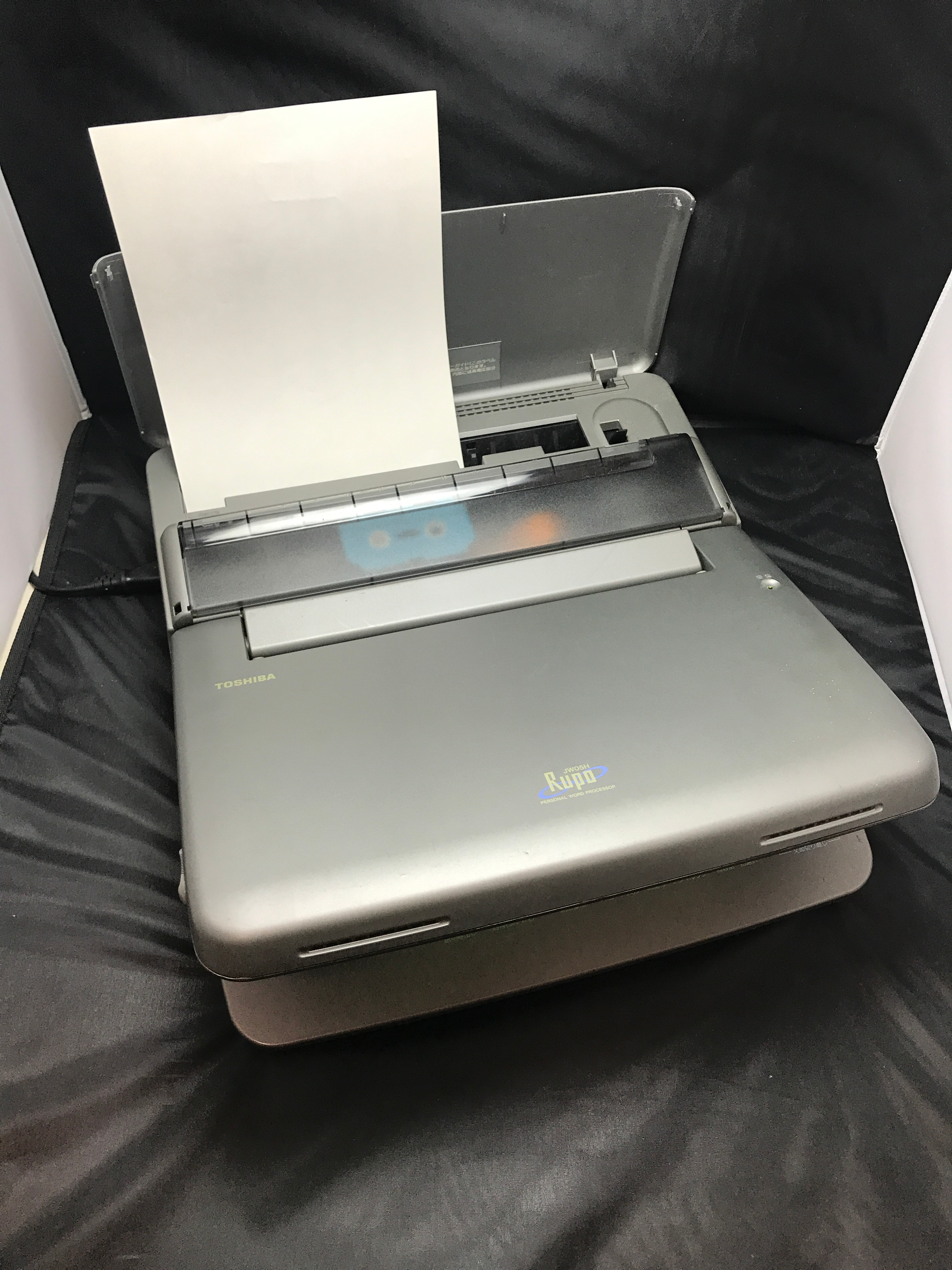
Rupo JW-05Hの上面

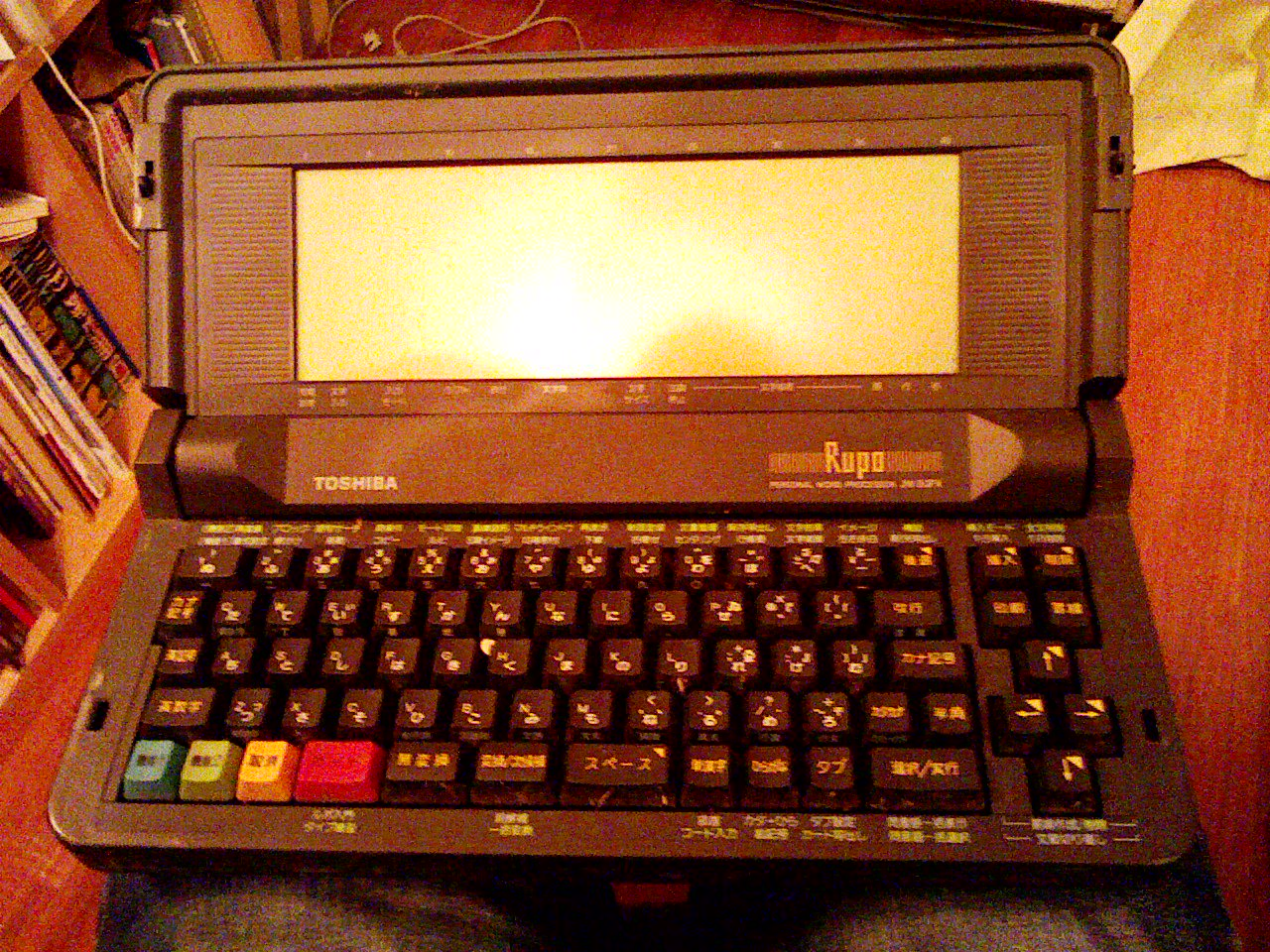
1980年代後半に発売されたRupo

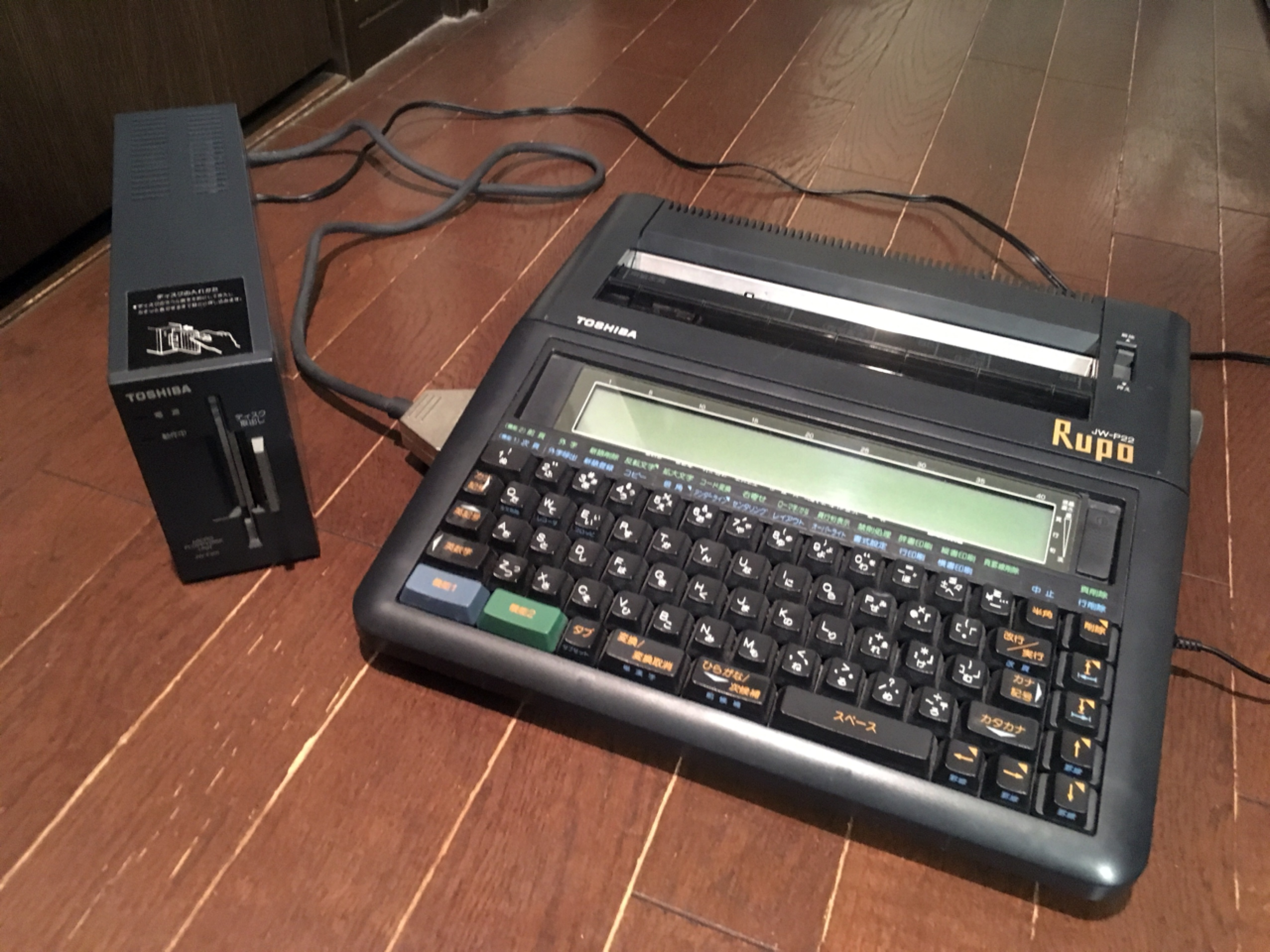
Rupo JW-P22とJW-F201

Rupo（ルポ）は、東芝（子会社の東芝情報機器・東芝クライアントソリューションが製造　現在のDynabook株式会社）が発売した日本語ワードプロセッサ専用機（以下ワープロ）。
「書院」（シャープ）や「OASYS」（富士通）、「文豪」（日本電気）などと並んで日本語ワープロ専用機の先駆け的存在である。初代Rupoである1985年のJW-R10から始まり、1999年発売のJW-G7000をもってその幕を閉じたが、その後も東芝の携帯電話向け日本語入力システム「モバイルRupo」に名前を残していた。

## 概要

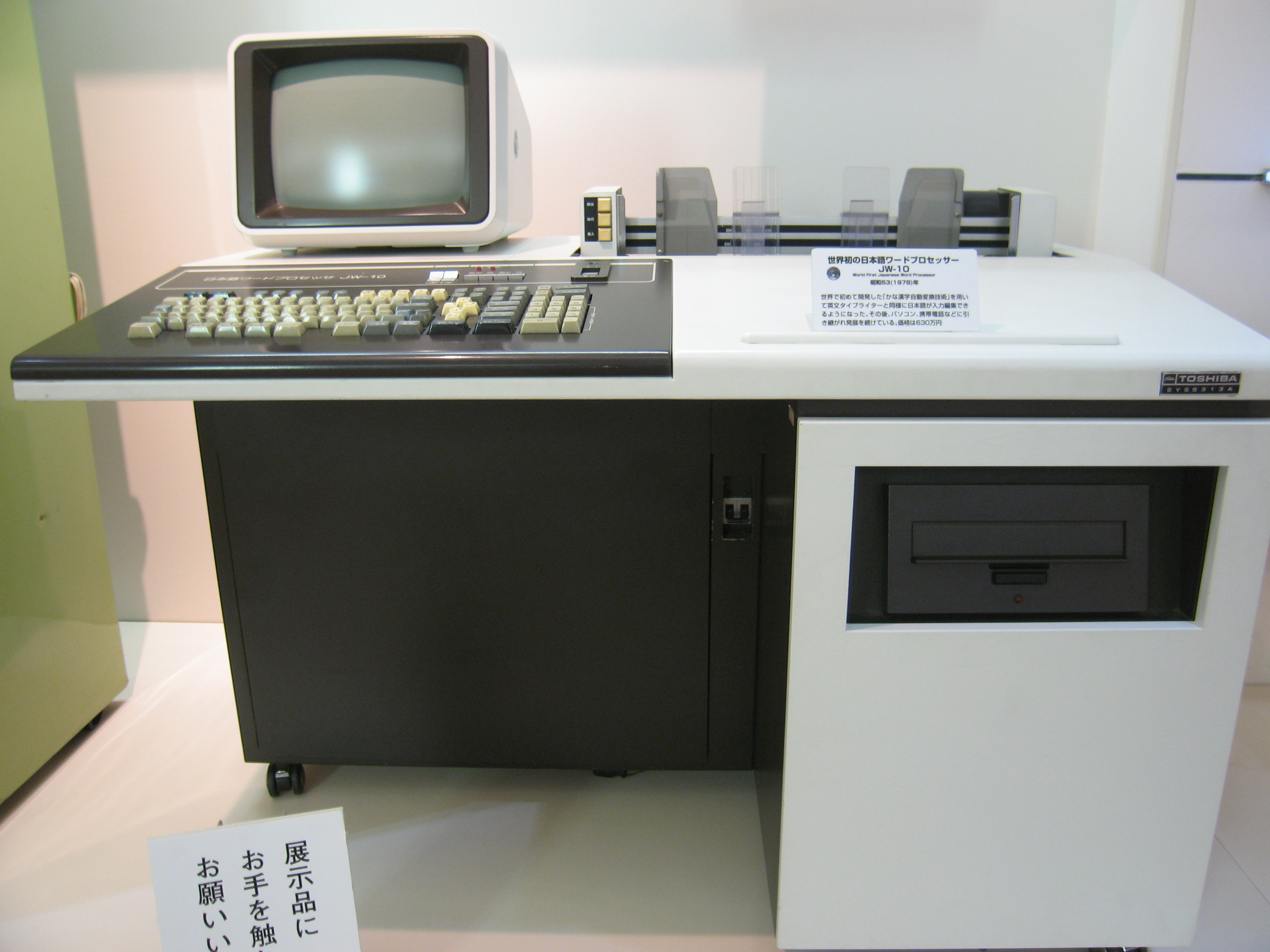
Rupoシリーズの源流のJW-10

1978年に東芝が世界初の日本語ワープロJW-10を発売。
その後、1982年に後継機である個人向けワープロTOSWORD JW-1（定価59万8,000円、液晶は10字×2行、重さ11.5kg、外部記憶装置は5.25インチフロッピーディスク）を発売し、これ以降は業務用ワープロにはTOSWORDというブランド名を冠するようになる。
そして1985年7月に家庭用ワープロRupo JW-R10（定価9万9,800円、幅320×奥行305×高さ54cm、液晶は10字×2行、重さ3.15kg、外部記憶装置はカセットレコーダ、電源はACアダプタ・単一乾電池4本の2種類）を発売。
このJW-R10は、JW-10と比較して価格は約1/60、大きさ約1/170、重さ約1/50という、超小型化・超低価格化に成功した商品である。
Rupoシリーズ最大の特長は、初代Rupoからわずか4ヶ月後に、3.5インチFDDを搭載したJW-R50Fを発売し、さらに翌年には40字×11行表示可能なディスプレイを搭載したJW-70Fを発売するなど、圧倒的なスピードでその性能を進化させていったことである。
Rupoシリーズ一貫した特徴としては、「機能1」「機能2」という２つのキーと数字キーを組み合わせてファンクションを実現していることである。これは初代JW-R10から最終機のJW-G7000まで例外なくすべての機種で採用されている。
また、豊富なアプリケーションソフトウェアも特長であり、表計算のLotus 1-2-3や「はがき上手」などの実用系ソフトの他、ゲームソフト（「倉庫番」、「ロードランナー」、「ボンバーマン」など）がラインナップされていた。

## フォントの変遷
Rupoのフォントには大きく分けて4つの世代がある。
初代Rupoは、東芝独自に開発したフォントが搭載された。24×24のビットマップフォントであった。
次の世代から書院など他社のメーカーにも採用されたJISフォントに置き換わったが、引き続きサイズは24×24であった。このフォントは、JW-R70F(1986年8月)、JW-R55F(1986年11月)以降、JW-70シリーズ、JW-80シリーズ、JW-90シリーズ、JW-100シリーズなどに搭載された。
その次の世代から、アウトラインフォントが搭載されたJW-95Hが1989年に登場した。これまでの150dpiを大幅に上回る、10ポイント56×56ドット(400dpi)の印字ヘッドを搭載し、小さい文字から大きな文字まで非常になめらかな印刷が可能となった。フォントは後に書院、スララ、OASYSのような他社のメーカーのワープロにも採用されたモトヤ明朝を採用した。このフォントは、JW-85F、JW-88シリーズ、JW-95シリーズ、JW-105シリーズより新しいシリーズに搭載された。このとき、JW-88FXでは細丸ゴシック体、JW-95JPではゴシック体、JW-95JVでは正楷書体など、複数のフォントが搭載されるのが普通になっていった。
最後の世代では、また新しいフォントが使われるようになった。このとき、さらに高精細な800dpiでの印刷が可能になったり、フルカラー印刷が可能になるなど、印刷品質の点ではカラーレーザープリンターにも匹敵するほどの性能となった。

## Rupo Writer
PC/AT互換機ベースのワープロ専用機 Rupo WPC5000のワープロ機能として開発され、1996年6月にWindows 3.1が動作する東芝製パソコン向けワープロソフトとして、Ver.1.0を発売。
1996年10月にはWindows 95に対応したVer.2.0が発売された。文章作成機能に関してはRupoシリーズ・TOSWORDシリーズと同じ機能を備えており、Rupo JWシリーズ・WPC5000、TOSWORDシリーズや、一太郎 Ver6.0形式・6.3形式、Microsoft Word6.0形式で作成した文章を相互変換することができた。またIMEにRupo ACEが付属していたり、Ver.2.0ではホームページ作成機能や、EPWING形式のCD-ROM電子辞書にも対応していた。現在は販売終了。

## Rupo ACE
Rupoシリーズで使用されていた「東芝かな漢字変換」を、Windows用のIMEとして移植したもの。1996年1月16日発売のRupo WPC5000に搭載されるIMEとして開発され、1997年9月9日にWindows 95対応の「Rupo ACE Ver.2.0」として単体でのダウンロード販売が開始された。1998年4月9日から2000年12月31日までIME辞書の自動更新サービスも行われ、1999年1月1日にはVer.3.0が発売されたが、販売終了。

## Mobile Rupo
Rupoが生産停止となってからも携帯電話では文字入力エンジンを引き継いだ日本語入力システム「Mobile Rupo」（モバイルRupo）が、東芝製の携帯電話に搭載され続けていた。モバイルRupoの特徴として、読みの一部を入力することで単語を予測するフレーズ予測機能（POBoxと異なり過去に変換した候補のみが出る）や、連文節変換への強さなどがあった。
しかしKDDIのau用共通プラットフォームがKCPからKCP+に移行する際に、KCP+の日本語入力システムに標準でATOKが採用されると、シャープの機種において「書院」の流れをくむ「ケータイShoin」がしばらく独自で搭載され続けた（SH009以降はiWnn）のとは異なり、モバイルRupoが搭載されたのはKCP機のW55Tまでで、KCP+機のW56T以降はATOKに切り替えた。ソフトバンクモバイル向け機種ではその後もモバイルRupoが搭載されていたが、2009年を最後に同社向け機種の発売は東芝並びに富士通東芝モバイルコミュニケーションズからの発売はなくなっている。auやNTTドコモのスマートフォンの東芝の機種ではATOKもしくはMicrosoft IMEが採用されており、モバイルRupoは事実上搭載停止となっている。